# Phalangispora nawawii
Phalangispora nawawii är en svampart som beskrevs av Kuthub. 1987. Phalangispora nawawii ingår i släktet Phalangispora, divisionen sporsäcksvampar och riket svampar.   Inga underarter finns listade i Catalogue of Life.